# هاينريش لانج
هاينريش لانج (بالألمانية: Heinrich Lange ) (و. 1893 – 1973 م) هو فيزيائي، وأستاذ جامعي من ألمانيا . ولد في القدس .

## مناصب وهيئات
أدار جامعة كولونيا.